# Bjuvs köping
Denna artikel handlar om den tidigare kommunen Bjuvs köping. För orten se Bjuv, för dagens kommun, se Bjuvs kommun.
Bjuvs köping var en tidigare kommun i Malmöhus län. 

## Administrativ historik
Bjuvs köping bildades 1946 genom en ombildning av Bjuvs landskommun där municipalsamhället Bjuv funnits sedan 25 september 1891. 1952 inkorporerade köpingen en del av Norra Vrams landskommun och 1971 ombildades köpingen till Bjuvs kommun.
Köpingen hörde till Bjuvs församling.

## Köpingsvapnet
Blasonering: I svart fält en stolpe av silver, belagd med ett svart gruvbloss med röd låga.
Svart för stenkol, silver för gruvgång och facklan för ett gruvbloss. Vapnet antogs 1955 och registrerades för Bjuvs kommun i PRV 1974.

## Geografi
Bjuvs köping omfattade den 1 januari 1952 en areal av 22,09 km², varav 21,95 km² land.

### Tätorter i kommunen 1960
| Tätort           | Folkmängd |
| ---------------- | --------- |
| Bjuv             | 3 221     |
| Gunnarstorp      | 618       |
| Olstorp, del ava | 134       |

Tätortsgraden i kommunen var den 1 november 1960 90,4 procent.

## Näringsliv
Vid folkräkningen den 31 december 1950 var befolkningen i köpingens huvudnäring uppdelad på följande sätt:
- 54,9 procent av befolkningen levde av industri och hantverk
- 12,1 procent av jordbruk med binäringar
- 14,5 procent av gruvbrytning
- 7,2 procent av handel
- 4,1 procent av samfärdsel
- 4,0 procent av offentliga tjänster m.m.
- 1,2 procent av husligt arbete
- 2,0 procent av ospecificerad verksamhet.

Av den förvärvsarbetande befolkningen jobbade bland annat 18,5 procent i jord- och stenindustrin, 17,8 procent i livsmedelsindustrin, 10,9 procent med gruvbrytning samt 10,4 procent med jordbruk och boskapsskötsel. 455 av förvärvsarbetarna (26,3 procent) hade sin arbetsplats utanför köpingen.

## Politik

### Mandatfördelning i valen 1946-1966
| 2 | 18 | 5 |

| 23 |

| 28 | 7 |

| 32 |

| 28 | 7 |

| 31 |

| 26 | 9 |

| 32 |

| 26 | 9 |

| 34 |

| 24 | 4 | 7 |

| 31 |